# Passo básico
O passo básico, figura básica, padrão de passo rítmico, ou simplesmente básico, é um passo de dança que caracteriza um ritmo de dança em especifico e, define o caráter de uma dança; pois dançar é movimentar-se de acordo com as batidas de um gênero musical,  onde o básico é o padrão ao qual um dançarino retorna quando não executa nenhum outro passo. Formalmente, pode ser definido como um "padrão de passo rítmico" na forma de um "agrupamento consistente de transferência de peso" entre os pés de apoio que é rítmico e repetido durante a reprodução da música. Para algumas danças basta saber o passo básico executado em diferentes posições de dança para aproveitá-lo socialmente.
A maioria das danças à dois tradicionais (dança de parceria) tem apenas um passo básico que pode ser facilmente dominado. Outros, como o western-swing, têm várias etapas básicas, qualquer uma das quais teoricamente pode ser selecionada pelo líder.

## Passo de dança
Na dança de salão, um "passo de dança" é definido como a mudança do peso corporal de um pé para o outro no ritmo da música.  "Dançar é andar no ritmo das batidas da música. ... Além dos passos, há também movimentos de dança, como toques de dedo do pé, chutes e saltos." Alguns gêneros, como o balé , têm "um repertório claro de passos de dança",  portanto, diferentes tipos de dança podem ser caracterizados por seus passos diferentes e compartilhados. Cada dança enfatiza seus próprios movimentos, mas frequentemente os movimentos são compartilhados por várias danças. Os passos de uma dança ou padrão podem ser listados em uma folha de passos.
Os padrões de dança podem ser descritos por dificuldade. Os padrões de dança podem ser descritos de acordo com combinações de passos rápidos e lentos e frequentemente pelo ritmo ou métrica da música, por exemplo, passos de valsa (padrões de passos de três contagens dançados ao som de música de valsa), passos de swing (padrões de quatro contagens dançou ao som de música swing), passos de polca (padrões de quatro contagens dançados ao som de polca) e passos aleatórios (padrões texas-shuffle/foxtrot de quatro contagens). Isso pode ser porque "os padrões de dança são coreografados para se ajustarem a uma distribuição uniforme de batidas musicais.".

## Exemplos
Exemplo de passo básico de alguns rítmos:
- "Quadrado", passo básico em algumas danças de salão de estilo americano: rumba,[7] valsa e,[8] foxtrote de nível de bronze.[9]
- No cha-cha-cha existem várias variantes do passo básico: básico, básico aberto, básico no lugar.[10]
- Lindy básico em lindy-hop;[11]
- Mambo básico em mambo;
- Salsa básica na salsa;[12]
- Zydeco básico em zydeco.
- “2x2" (dois para lá e dois para cá) no xote e no forró.[13]